# Lucija Vunić
Lucija Vunić (* 18. Februar 2006 in Zadar) ist eine kroatische Fußballspielerin, die zumeist als Mittelfeldspielerin eingesetzt wird.

## Vereinskarriere

### Karrierebeginn
Lucija Vunić wurde am 18. Februar 2006 in Zadar geboren und begann schon früh mit dem Fußballspielen, nachdem ihr Großvater ihr einen kleinen Fußballplatz gebaut hatte. Mit etwa neun Jahren kam sie bei einer Fußballschule unter und sorgte dabei für Furore, als sie als einziges Mädchen unter Jungen spielte. Nachdem ihr Talent nicht unentdeckt geblieben war, begann sie noch im Jahr 2015 ihre Vereinskarriere bei ihrem Heimatverein, dem ŽNK Donat-Zadar, und war dabei anfangs vor allem unter Božidar Miletić im Einsatz. Beim Klub aus der norddalmatischen Küstenstadt durchlief sie sämtliche Nachwuchsspielklassen, spielte beispielsweise unter Jure Perković und absolvierte bereits mit 11 Jahren ihr erstes Spiel in der U-17-Mannschaft. Nachdem sie zumeist abwechselnd in verschiedenen Altersgruppen aktiv gewesen war, gehörte sie ab der Saison 2021/22 bereits vorrangig zur U-17-Mannschaft ihres Vereins, für die sie es in dieser Spielzeit auf 16 Tore bei 22 Ligaeinsätzen brachte.
In der spielfreien Zeit der Winterpause absolvierte Vunić zwischen Dezember 2021 und Februar 2022 fünf Meisterschaftsspiele für den MNK Futsal Super Chicks in der 1. HMNLŽ, der höchsten Futsalliga des Landes, und erzielte hierbei drei Treffer. Gleich im Anschluss wurde die damals 16-Jährige in die in der 1. HNLŽ spielenden Frauenmannschaft des ŽNK Donat-Zadar hochgeholt. Am 13. März 2022 gab sie ihr Debüt bei der 0:4-Auswärtsniederlage gegen den ŽNK Dinamo Zagreb, als sie in der Startelf stand und in der 58. Minute von Trainer Jurica Vuleta ausgewechselt wurde. Im weiteren Saisonverlauf kam sie in drei weiteren Spielen der regulären Meisterschaft sowie in vier Begegnungen der Abstiegs-Play-offs, in denen sie ein Tor erzielte, zum Einsatz. Nach dem vorletzten Platz ihrer Mannschaft im Endklassement stand sie auch in beiden Relegationsspielen gegen den ŽNK Viktorija Slavonski Brod auf dem Feld und steuerte beim Gesamtergebnis von 9:0 einen Treffer bei. Donat-Zadar schaffte damit in der Saison 2021/22 den Klassenerhalt.

### Kontinuierliche Spielpraxis im Erwachsenenbereich
In der nachfolgenden Spielzeit 2022/23 kam sie weiterhin abwechselnd in der U-17-Mannschaft und dem Frauenteam zum Einsatz und trat in der spielfreien Zeit in der Winterpause 2022/23 weiterhin für die Super Chicks in Erscheinung. Für diese brachte sie es in sechs Ligaspielen zu vier Treffern und absolvierte weitere zwei Partien in den saisonabschließenden Play-offs. Nach einem dritten Platz im Endklassement 2021/22 erreichte sie mit dem U-17-Team in der Saison 2022/23 abermals Rang 3 und hatte es dabei auf 13 Ligaspiele und fünf Tore gebracht. Für die Frauenmannschaft kam sie in der 1. HNLŽ 2022/23 in elf Meisterschaftsspielen zu einem Treffer und war mit drei Toren in sechs Play-off-Spielen wesentlich torgefährlicher. Nach dem abermaligen Klassenerhalt wechselte die damals 17-Jährige im Sommer 2023 zum Aufsteiger ŽNK Gorica. Den Saisonstart verpasste sie aufgrund einer leichten Verletzung und brachte es im Anschluss für den Klub aus Velika Gorica zwischen September und Oktober 2023 zu fünf Meisterschaftseinsätzen und einem Tor, das sie aus rund 25 Metern Entfernung erzielte. Wegen eines Risses des vorderen Kreuzbands stand Vunić bis zum Saisonende nicht mehr zur Verfügung. Die Mannschaft konnte erst nach den abgelaufenen Play-offs in den Relegationsspielen gegen den ŽNK Koprivnica den Klassenerhalt sichern.
Der verletzungsbedingte Ausfall der jungen Mittelfeldspielerin hielt auch noch in der darauffolgenden Spielzeit an, nachdem sie sich im Sommer 2024 dem ŽNK Dinamo Zagreb angeschlossen hatte. Rund eineinhalb Jahre nach ihrem letzten Pflichtspieleinsatz gab sie am 2. März 2025 bei einem 0:0-Remis gegen den ŽNK Osijek ihr Comeback und kam über die restliche Saison hinweg in insgesamt zehn Meisterschaftspartien zum Einsatz, wobei sie selbst torlos blieb. Mit dem Hauptstadtklub belegte sie am Ende der Meisterschaft den fünften Platz in der regulären Spielzeit und wurde Erster im unteren Play-off.

## Nationalmannschaftskarriere

### U-16, U-17 und U-19
Erste Erfahrungen in einer Nachwuchsnationalmannschaft des kroatischen Fußballverbandes sammelte Vunić im März 2022, als sie im Zuge der Qualifikation zur U-17-EM 2022 zwei der drei Gruppenspieler ihres Heimatlandes in der zweiten Qualifikationsrunde absolvierte. Die Kroatinnen, die noch als Gruppenerster aus der 1. Qualirunde gekommen waren, unterlagen in der zweiten Runde deutlich und verpassten damit die Teilnahme an der Endrunde im Mai 2022. In ebendiesem Monat absolvierte die junge Mittelfeldakteurin drei Länderspiele für die U-16-Auswahl ihres Heimatlandes gegen Italien, Tschechien und Belgien und erzielte bei der klaren 1:9-Niederlage gegen die Italienerinnen den einzigen Treffer ihrer Mannschaft. Nach einem freundschaftlichen Länderspieleinsatz gegen Wales im September 2022 bestritt sie im November 2022 die beiden Gruppenspiele der ersten Runde der Qualifikation zur U-17-EM 2023 gegen Bulgarien und die Färöer, wobei sie im Spiel gegen Bulgarien das Tor zum 5:0-Endstand erzielte. Nachdem sie in der Vorbereitung auf die zweite Qualifikationsrunde Ende Februar bzw. Anfang März 2023 zwei Freundschaftsspiele gegen Ungarn absolviert und dabei ein Tor erzielt hatte, kam sie bei den nachfolgenden drei Qualifikationsspielen gegen England, Norwegen und Belgien ebenfalls zum Einsatz. Als Letzter der Gruppe A2 verpasste sie mit den Kroatinnen die Qualifikation zur Endrunde deutlich und stieg noch dazu für die nächste Qualifikation in die B-Liga ab.
Anlässlich der Qualifikation zur U-19-Europameisterschaft 2024 bestritt Vunić mit der kroatischen U-19-Nationalmannschaft im Oktober 2023 drei Gruppenspiele. Zum Auftakt feierte Kroatien einen 5:0-Sieg gegen Lettland, woraufhin drei Tage später ein klarer 7:0-Erfolg gegen Georgien folgte. Im abschließenden Spiel setzte sich Kroatien knapp mit 3:2 gegen Bulgarien durch und schloss die Runde damit ungeschlagen ab. Die Mittelfeldspielerin konnte dabei im ersten Gruppenspiel ein Tor erzielen und kam danach erst wieder im Februar 2024 zu einem Kurzeinsatz in einem freundschaftlichen Länderspiel gegen Slowenien. Aufgrund ihrer schweren Verletzung, die sie nahezu eineinhalb Jahre außer Gefecht setzte, kam sie erst wieder im April 2025 im kroatischen U-19-Kader zum Einsatz. Hierbei bestritt sie mit der kroatischen U-19-Nationalmannschaft in der Gruppe B5 die zweite Runde der Qualifikation zur U-19-Europameisterschaft 2025. Zum Auftakt gewann Kroatien am 1. April 2025 deutlich mit 6:0 gegen Armenien. Am 4. April 2025 gewann Kroatien mit 4:0 gegen Litauen und setzte sich am 7. April 2025 im letzten Gruppenspiel mit 2:0 gegen Nordmazedonien durch, womit die Mannschaft die Runde ohne Gegentreffer abschloss. Als Gruppenerster stiegen die Kroatinnen für die nächste Qualifikation in die A-Liga auf.

### A-Nationalmannschaft
Am 30. Mai 2025 gab die 19-Jährige ihr Debüt in der kroatischen A-Nationalmannschaft als sie im Rahmen der UEFA Women’s Nations League 2025 – Liga B bei einer 0:5-Niederlage gegen Tschechien ab der 88. Spielminute als Ersatz für Tea Vračević eingesetzt wurde. Die Kroatinnen belegten am Ende den vierten und damit letzten Platz der Gruppe B4, was den Abstieg in die Liga C 2027 der Qualifikation für die WM 2027 bedeutete.

## Karriere neben dem Fußball
In ihrer Heimatstadt besuchte sie unter anderem das Gimnazija Vladimira Nazora und äußerte in einem Interview im Juli 2023 die Absicht, nach ihrem Schulabschluss ein Universitätsstudium aufzunehmen.